# بخش کولگام
بخش کولگام (به انگلیسی: Kulgam district) یک بخش در هند است که در جامو و کشمیر واقع شده‌است. بخش کولگام ۱٬۰۶۷ کیلومتر مربع مساحت و ۴۲۳٬۱۸۱ نفر جمعیت دارد.